# یواس‌اس سنتینل (۱۹۱۸)
یواس‌اس سنتینل (۱۹۱۸) (به انگلیسی: USS Sentinel (1918)) یک کشتی بود که طول آن ۴۵ فوت (۱۴ متر) بود. این کشتی در سال ۱۹۱۸ ساخته شد.